# Cratere Yorktown
Yorktown  è un cratere sulla superficie di Marte.